# Quentin Bena
Quentin Bena, né le 11 mai 1998 à Poitiers, est un footballeur français qui évolue au poste de milieu de terrain.

## Biographie
Quentin Bena débute le football à l'âge de 5 ans à l'Association sportive de Coussay-les-Bois, puis rejoint ensuite l'Entente sportive de Saint-Pierre-de-Maillé avant d'être repéré par le Stade olympique châtelleraudais à l'âge de 11 ans.
Après quatre saisons dans les équipes de jeunes du SO Châtellerault, il intègre le centre de formation des Chamois niortais en 2013.
Il fait ses débuts en Ligue 2 le 21 avril 2017, sur la pelouse de l'AC Ajaccio (défaite 3-1). Il inscrit son premier but dans ce championnat le 3 novembre 2018, lors de la réception du Havre AC (victoire 1-0).

## Statistiques
| Saison                | Club                  | Championnat           | Championnat | Championnat | Championnat | Coupe nationale | Coupe nationale | Coupe nationale | Coupe de la Ligue | Coupe de la Ligue | Coupe de la Ligue | Total | Total | Total |
| Saison                | Club                  | Division              | M.          | B.          | P.d.        | M.              | B.              | P.d.            | M.                | B.                | P.d.              | M.    | B.    | P.d.  |
| 2016-2017             | Chamois niortais FC   | Ligue 2               | 4           | 0           | 0           | -               | -               | -               | -                 | -                 | -                 | 4     | 0     | 0     |
| 2017-2018             | Chamois niortais FC   | Ligue 2               | 4           | 0           | 0           | -               | -               | -               | 1                 | 0                 | 0                 | 5     | 0     | 0     |
| 2018-2019             | Chamois niortais FC   | Ligue 2               | 23          | 1           | 0           | 2               | 0               | 0               | 1                 | 0                 | 0                 | 26    | 1     | 0     |
| 2019-2020             | Chamois niortais FC   | Ligue 2               | 5           | 0           | 0           | -               | -               | -               | 3                 | 0                 | 0                 | 8     | 0     | 0     |
| 2020-2021             | Chamois niortais FC   | Ligue 2               | 5           | 0           | 0           | -               | -               | -               | -                 | -                 | -                 | 5     | 0     | 0     |
| Total sur la carrière | Total sur la carrière | Total sur la carrière | 41          | 1           | 0           | 2               | 0               | 0               | 5                 | 0                 | 0                 | 48    | 1     | 0     |